# Реакција Кине на самопроглашење независности Косова
Самопроглашење независности Косова од Србије донето је у недељу, 17. фебруара 2008. године, једногласно у Скупштини Косова. Свих 11 представника српске мањине бојкотовало је поступак. Међународна реакција је била помешана, а светска заједница је и даље подељена по питању међународног признања Косова. Реакција Народне Републике Кине на Декларацију о независности Косова из 2008. је снажно противљење.

## Историја

### Народна Република Кина (НРК)
У фебруару 2008. године кинеско министарство спољних послова дало је саопштење у којем се наглашава да НРК „изражава озбиљну забринутост“ због једностраног проглашења независности Косова. Министар је додао да: „Решавање косовског питања је  притисак на мир и стабилност балканског региона, основним нормама које регулишу међународне односе, као и ауторитету и улози СБ УН. Кина увек верује да је план прихватљив и за Србију и за Косово кроз преговоре најбољи начин да се ово питање реши. Једнострани потез Косова довешће до низа последица. Кина је дубоко забринута због свог озбиљног и негативног утицаја на мир и стабилност балканског региона и за циљ успостављања мултиетничког друштва на Косову. Кина позива Србију и Косово да наставе преговоре за одговарајуће решење у оквиру међународног права и заједно раде на очувању мира и стабилности у региону Балкана. Међународна заједница треба да створи повољне услове за то“.
Председници Србије и Кине Борис Тадић и Ху Ђинтао потписали су 23. августа 2009. заједничку декларацију о успостављању стратешког партнерства. У тачки шест овог документа поново потврђује да Кина поштује суверенитет и територијални интегритет Србије. Сматра да је најбољи начин за решавање косовског питања израда плана који би био прихватљив за обе стране, кроз дијалог и преговоре између Владе Србије и косовских власти, у складу са циљевима и принципима Повеље УН и релевантним резолуције Савета безбедности УН, у оквиру међународног права. У декларацији се наводи да једнострано деловање неће допринети решавању овог питања и да међународна заједница треба да створи повољне услове за његово решавање.
Кина је подржала став Србије рекавши да суверене државе имају право да спрече једностране сецесије и заштите свој интегритет.

### Република Кина (Тајван)
Република Кина је 20. фебруара 2008. признала Косово, упркос притиску НР Кине.